# 青岛电视塔

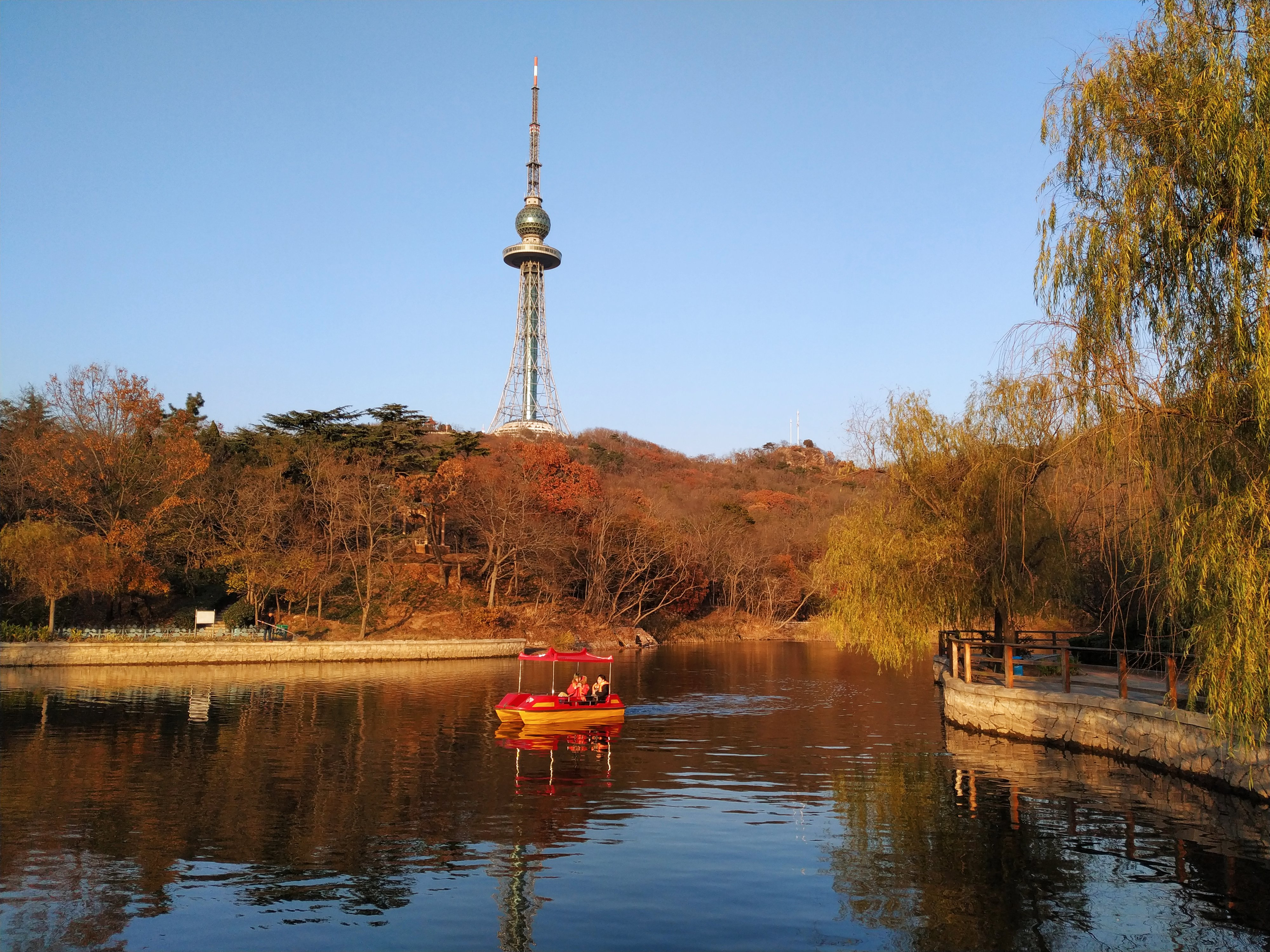
青岛电视塔

青岛电视塔是位于青岛市太平山榉林公园内的一座电视塔，所处海拔116米，塔高232米，建于1994年。
青岛电视塔内拥有旋转餐厅、商场等设施，塔高130米处为球形建筑，球形建筑之下为230平方米的观光平台。塔身地下室为奥林匹克博物馆，展示和2008年夏季奥林匹克运动会帆船比赛相关的物品。